# Битва под Лоевом (1651)
Битва под Лоевом — сражение, состоявшееся 6 июля 1651 года под поселком Лоев (совр. Белоруссия), между войсками запорожских казаков и польско-литовской шляхты в ходе Казацко-польской войны. В ходе него уступающая по численности и качеству вооружения казацкая армия под предводительством казацких командиров Мартына Небабы, Степана Пободайло, Литвиненко, Шумейко потерпела поражение.

## Предыстория битвы
Тактическая обстановка летом 1651 года на литовском театре боестолкновений складывалась не в пользу «Войска Запорожского». Литовская армия Януша Радзивилла численностью 40 000 человек двигалась по направлению к Чернигову с последующей стратегической целью захвата Киева. Для противодействия ему из Подолья после молдавского похода Тимоша Хмельницкого был послан Мартын Небаба в помощь к уже действующей группировке Степана Пободайлы. По прибытии Небаба понял, что организованного сопротивления не получится, так как казацкие подразделения разбросаны в пределах территории Гомеля и Чернигова. Скорость продвижения литовской армии не позволяла сгруппироваться в удобной для казаков местности, в сложившейся ситуации черниговский полковник Небаба принимает решение короткими ударами максимально тормозить продвижение литовцев к Чернигову, который необходимо было укрепить для осады. Для этой цели были нанесены удары по литовской армии в районе городка Репки при переправе на левый берег Днепра, однако эта операция не имела глубоких успехов и казакам пришлось ограничиться литовским обозом и победой над 1500 полесского литовского ополчения. Для того, чтобы выиграть время, Небаба послал парламентеров (во главе с Пободайлом) к Радзивиллу, однако литовский гетман не посчитал переговоры причиной остановки наступления и послал эскадроны драгун южнее Лоева в район города Любеч. В сложившейся обстановке Небабе пришлось принять генеральный бой и дать возможность отойти к Чернигову и укрепить его полковнику Пободайлу.

## Ход битвы
На первой стадии боя укрепленные возами позиции казаков атаковали немецкие ландскнехты, но общий штурм пехоты литовцев не дал сиюминутного успеха из-за плотного мушкетного огня казаков. Тогда под покровом ночи гусарские эскадроны Мирского атаковали казаков с тыла. В ожесточенном сражении погибли 7000 повстанцев и около 6500 бойцов литовской армии, в том числе и весь гусарский корпус Мирского.